# Paid tha Cost to Be da Bo$$
Paid the Cost to Be the Bo$$ è il sesto album del rapper statunitense Snoop Dogg pubblicato nel 2002 sotto l'etichetta Priority Records

## Tracce
1. Don Doggy
2. Da Bo$$ Would Like to See You (Prodotto da E-Swift)
3. Stoplight (Prodotto da Jelly Roll)
4. From tha Chuuuch to da Palace  (featuring Pharrell) (Prodotto da The Neptunes)
5. I Believe in You  (featuring LaToiya Williams) (Prodotto da Hi-Tek)
6. Lollipop  (featuring Soopafly, Jay-Z, Nate Dogg) (Prodotto da Just Blaze)
7. Ballin  (featuring The Dramatics) (Prodotto da Battlecat)
8. Beautiful  (featuring Pharrell Williams, Charlie Wilson) (Prodotto da The Neptunes)
9. Paper'd Up  (featuring Kokane, Traci Nelson) (Prodotto da Fredwreck)
10. Wasn't Your Fault (Prodotto da L.T. Hutton)
11. Bo$$ Playa (Prodotto da Fredwreck)
12. Hourglass  (featuring Kokane, Goldie Loc) (Prodotto da Jelly Roll)
13. The One And Only (Prodotto da DJ Premier)
14. I Miss That Bitch  (featuring E-White) (Prodotto da Hi-Tek)
15. From Long Beach 2 Brick City  (featuring Redman, Nate Dogg)  (Prodotto da Fredwreck)
16. Suited N Booted (Prodotto da Meech Wells, co-Prodotto da Quaze Harris)
17. You Got What I Want  (featuring Charlie Wilson, Goldie Loc, Ludacris) (Prodotto da Jelly Roll)
18. Batman & Robin  (featuring Lady of Rage, RBX)  (Prodotto da DJ Premier)
19. Message 2 Fat Cuzz
20. Pimp Slapp'd (Prodotto da Josef Laimberg)

## Classifiche
| Classifiche (2002) | Posizione massima |
| ------------------ | ----------------- |
| Belgio (Fiandre)   | 48                |
| Danimarca          | 27                |
| Francia            | 17                |
| Nuova Zelanda      | 27                |
| Paesi Bassi        | 50                |
| Regno Unito        | 64                |
| Stati Uniti        | 12                |